# Westermannia calisigna
Westermannia calisigna är en fjärilsart som beskrevs av George Francis Hampson. Westermannia calisigna ingår i släktet Westermannia och familjen trågspinnare. Inga underarter finns listade i Catalogue of Life.